# Kemiriamba
Kemiriamba is een bestuurslaag in het regentschap Brebes van de provincie Midden-Java, Indonesië. Kemiriamba telt 1558 inwoners (volkstelling 2010).